# クリーブランド (テネシー州)
クリーブランド（英: Cleveland）は、アメリカ合衆国テネシー州の都市。ブラッドリー郡の郡庁所在地である。人口は4万7356人（2020年）で、郡内最多である。クリーブランド都市圏の中核。この都市圏にはブラッドリー郡の他にポーク郡も含んでいる。さらに大きなチャタヌーガ・クリーブランド・ダルトン広域都市圏にも含まれている。
フォーチュン500に入る製造業の会社が12社あり、工業面では第15位の大きさである。

## 歴史

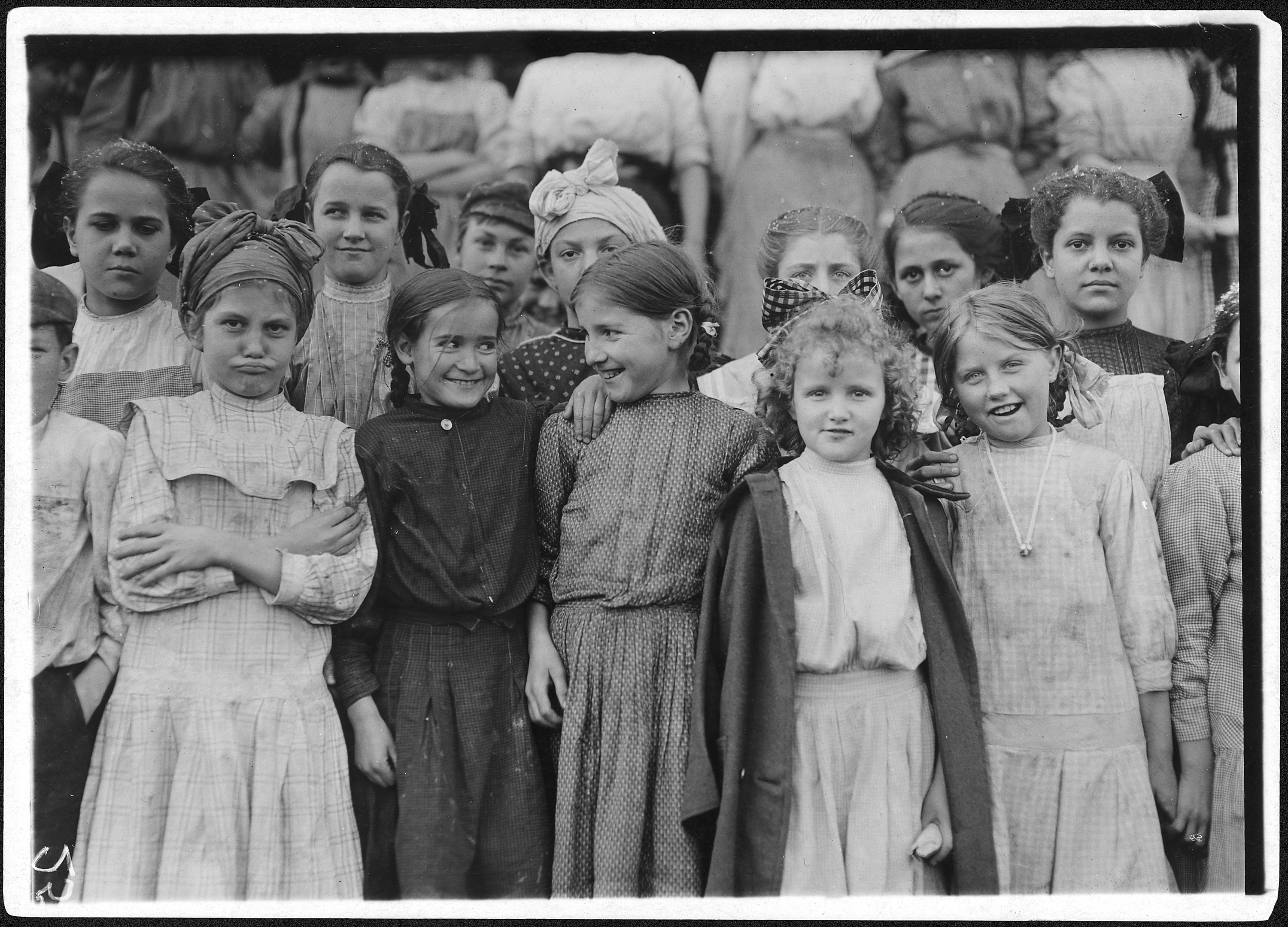
クリーブランドにあったホージャリー・ミルズ（メリヤス工場）の児童労働者、1910年にルイス・ハインが撮影

1819年、アメリカ合衆国政府とチェロキー族インディアンとの公式連絡係であるチェロキー・エイジェンシーが、現在のクリーブランドとなっている場所の数マイル北、ハイワシー地域に移転された。そのインディアン・エイジェントはリターン・J・メグズ大佐だった。テネシー州のチャールストン市とブライズ渡し（クリーブランドの西約15マイル、24 km）はどちらも、1830年代後半にあったチェロキー族の強制移住で、主要な舞台になった。
1836年にブラッドリー郡を創設した議会立法が、郡庁所在地の設立を承認し、アメリカ独立戦争のキングスマウンテンの戦いで指揮官だったベンジャミン・クリーブランド大佐にちなんで「クリーブランド」と名付けられることになった。ブラッドリー郡創設のコミッショナー達は、アンドリュー・テイラーの家があった「テイラーズ・プレース」を郡庁所在地の場所に選定した。そこには優れた水源があったことが大きな理由だった。1838年までにクリーブランドの人口は400人となっており、2つの教会（長老派教会とメソジスト教会）、オークグローブ・アカデミーと呼ばれる学校が1つあった。市は1842年2月4日に法人化され、それから間もなく、市長と市政委員の選挙が行われた。
1850年代に鉄道が開通した後、クリーブランド市は急速に成長した。南北戦争前夜に、ブラッドリー郡を含め東テネシーの大半と同様、合衆国から脱退するか否かについて意見が分かれていたが、1861年6月、テネシー州の脱退条例に反対することを投票で決めた。北のハイワシー川に架かる鉄道橋は、1861年11月に起きた東テネシー橋梁焼却陰謀の一部として破壊された。クリーブランドは1861年から1863年まで南軍に占領されていた。
1870年代、クリーブランドは大きな成長を遂げた。市内で最も象徴的な建物であるクレイクマイルズ・ホールが1878年に、オペラハウスおよび集会所として建設された。1879年のハードウィック・ストーブ会社、1880年のクリーブランド毛織物工場、1884年のクリーブランド椅子会社など多くの工場も建設された。1890年までに、市内には9人の医師、12人の弁護士、11の雑貨屋、14のグロサリーストア、3のドラッグストア、3の金物屋、6の肉屋、2つの帽子屋、ホテル2軒、靴屋1軒、酒場7か所があった。1886年にラバに曳かせたトロリーが設立され、1895年には電力が引かれた。この期間に、クリーブランドの人口は1880年の1,812人から1900年の3,643人と2倍以上になった。
現在のクリーブランド中心街に建っている建物の多くは、1880年から1915年の間に建てられたものである。1918年、キリスト教の一派であるチャーチ・オブ・ゴッドが聖書学校を設立し、それがその後にリー大学となった。クリーブランド商工会議所が1925年に設立された。第二次世界大戦後に、この地域で大型工場が幾つか建設され、クリーブランドはさらに成長した。

## 地理
クリーブランドは一連の低い丘陵と尾根の並びにあるブラッドリー郡の中央に位置しており、ブルーリッジ山脈の西24km、テネシー川の水を湛えるチカマウガ湖の東24kmにある。その山脈から流れ落ちるハイワシー川がブラッドリー郡の北側郡境となり、クリーブランドの北西数キロでテネシー川に合流している。2010年、アメリカ合衆国国勢調査局に拠れば、市域陸地面積は69.7 km2である。
市の地形の多くは、キャンディズ・クリーク尾根（クリンガン尾根とも呼ばれる）、マウス・クリーク/ブルースプリングス尾根、リードマイン尾根など、並行して走る尾根で構成され、それらは市を通ってほぼ北北東にはしるアパラチア山脈の延長である（特にリッジ・アンド・バレー・アパラチアンズの一部）。これら尾根の間のバレーには、クリンガン尾根の西にあるキャンディズ・クリーク、マウス・クリーク尾根とリードマイン尾根の間にあるマウス・クリークなど、幾つかの水流がある。
クリーブランドの市内は大きく5つの地域に分けられる。すなわち「中央クリーブランド」（クリーブランド中心街とも呼ばれる）、「北クリーブランド」、「西クリーブランド」、「東クリーブランド」、「南クリーブランド」である。東クリーブランドと南クリーブランドは市域内にある国勢調査指定地域である。これら地域に公式の境界は無い。中央クリーブランドは事業地区と、スチュアートハイツやアナデール地区などそれを囲む住宅地区である。北クリーブランドは市内の小売店や個人事業の大半がある場所となってきた。さらにバーリントンハイツ、フェアビュー、セコイアグローブ地区など住宅地区がある。西クリーブランドはその全体が住宅地区である。その多くは、市域を西に延長したところであり、ホープウェルエステイツやローリングヒルズなど人口の多い地区になっている。東クリーブランドと南クリーブランドはどちらも住宅と産業の地区である。東クリーブランドに住む人々は特権に関わりが無い傾向にある。南クリーブランドは市内でも人口密度が高い地域である。この地域に住む人々は市内の他地域とは「孤立した」状態にあると言われることがある。彼らは町の南で働き、その経済の多くは市の南部にある小売業や企業から来ている。

### 気候
1908年以降、クリーブランド地域で28個の竜巻が記録されており、その内7個は2011年4月27日に連続して発生したものだった。
| クリーブランドの気候   | クリーブランドの気候 | クリーブランドの気候 | クリーブランドの気候 | クリーブランドの気候 | クリーブランドの気候 | クリーブランドの気候 | クリーブランドの気候 | クリーブランドの気候 | クリーブランドの気候 | クリーブランドの気候 | クリーブランドの気候 | クリーブランドの気候 | クリーブランドの気候 |
| 月                     | 1月                  | 2月                  | 3月                  | 4月                  | 5月                  | 6月                  | 7月                  | 8月                  | 9月                  | 10月                 | 11月                 | 12月                 | 年                   |
| ---------------------- | -------------------- | -------------------- | -------------------- | -------------------- | -------------------- | -------------------- | -------------------- | -------------------- | -------------------- | -------------------- | -------------------- | -------------------- | -------------------- |
| 平均最高気温 °F （°C） | 50 (10)              | 54 (12)              | 63 (17)              | 73 (23)              | 80 (27)              | 86 (30)              | 90 (32)              | 89 (32)              | 83 (28)              | 72 (22)              | 62 (17)              | 52 (11)              | 71.2 (21.8)          |
| 平均最低気温 °F （°C） | 28 (−2)              | 31 (−1)              | 38 (3)               | 46 (8)               | 56 (13)              | 65 (18)              | 69 (21)              | 67 (19)              | 60 (16)              | 48 (9)               | 38 (3)               | 30 (−1)              | 48 (8.8)             |
| 降水量 inch （cm）     | 5 (130)              | 4.8 (122)            | 5.1 (130)            | 4.3 (109)            | 4.4 (112)            | 4.5 (114)            | 4 (100)              | 3.5 (89)             | 4.1 (104)            | 3.3 (84)             | 5 (130)              | 5 (130)              | 53 (1,354)           |
| [ 要出典 ]             |                      |                      |                      |                      |                      |                      |                      |                      |                      |                      |                      |                      |                      |

## 人口動態

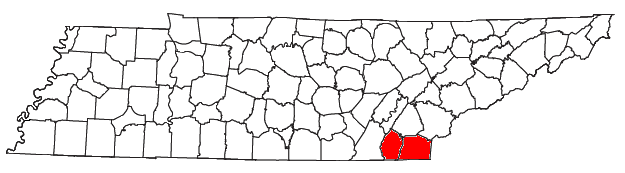
テネシー州におけるクリーブランド都市圏の位置

以下は2000年国勢調査による人口統計データである。
| 基礎データ - 人口: 37,192 人 - 世帯数: 15,037 世帯 - 家族数: 9,518 家族 - 人口密度: 575.5人/km2（1,490.9 人/mi2） - 住居数: 16,431 軒 - 住居密度: 254.3軒/km2（658.7 軒/mi2） 人種別人口構成 - 白人: 89.00% - アフリカン・アメリカン: 7.01% - ネイティブ・アメリカン: 0.23% - アジア人: 0.97% - 太平洋諸島系: 0.03% - その他の人種: 1.29% - 混血: 1.46% - ヒスパニック・ラテン系: 2.87% 年齢別人口構成 - 18歳未満: 21.9% - 18-24歳: 15.4% - 25-44歳: 27.6% - 45-64歳: 21.2% - 65歳以上: 13.9% - 年齢の中央値: 34歳 - 性比（女性100人あたり男性の人口） - 総人口:89.5 - 18歳以上: 85.0 | 世帯と家族（対世帯数） - 18歳未満の子供がいる: 28.4% - 結婚・同居している夫婦: 46.6% - 未婚・離婚・死別女性が世帯主: 13.0% - 非家族世帯: 36.7% - 単身世帯: 30.4% - 65歳以上の老人1人暮らし: 10.8% - 平均構成人数 - 世帯: 2.33人 - 家族: 2.90人 収入と家計 - 収入の中央値 - 世帯: 30,098米ドル - 家族: 40,150米ドル - 性別 - 男性: 30,763米ドル - 女性: 21,480米ドル - 人口1人あたり収入: 18,316米ドル - 貧困線以下 - 対人口: 16.1% - 対家族数: 11.3% - 18歳未満: 19.5% - 65歳以上: 14.3% |

クリーブランドは、ブラッドリー郡とポーク郡で構成される都市圏であるクリーブランド都市圏の主要都市である。都市圏人口は2010年国勢調査時点で115,788 人だった。

### 宗教

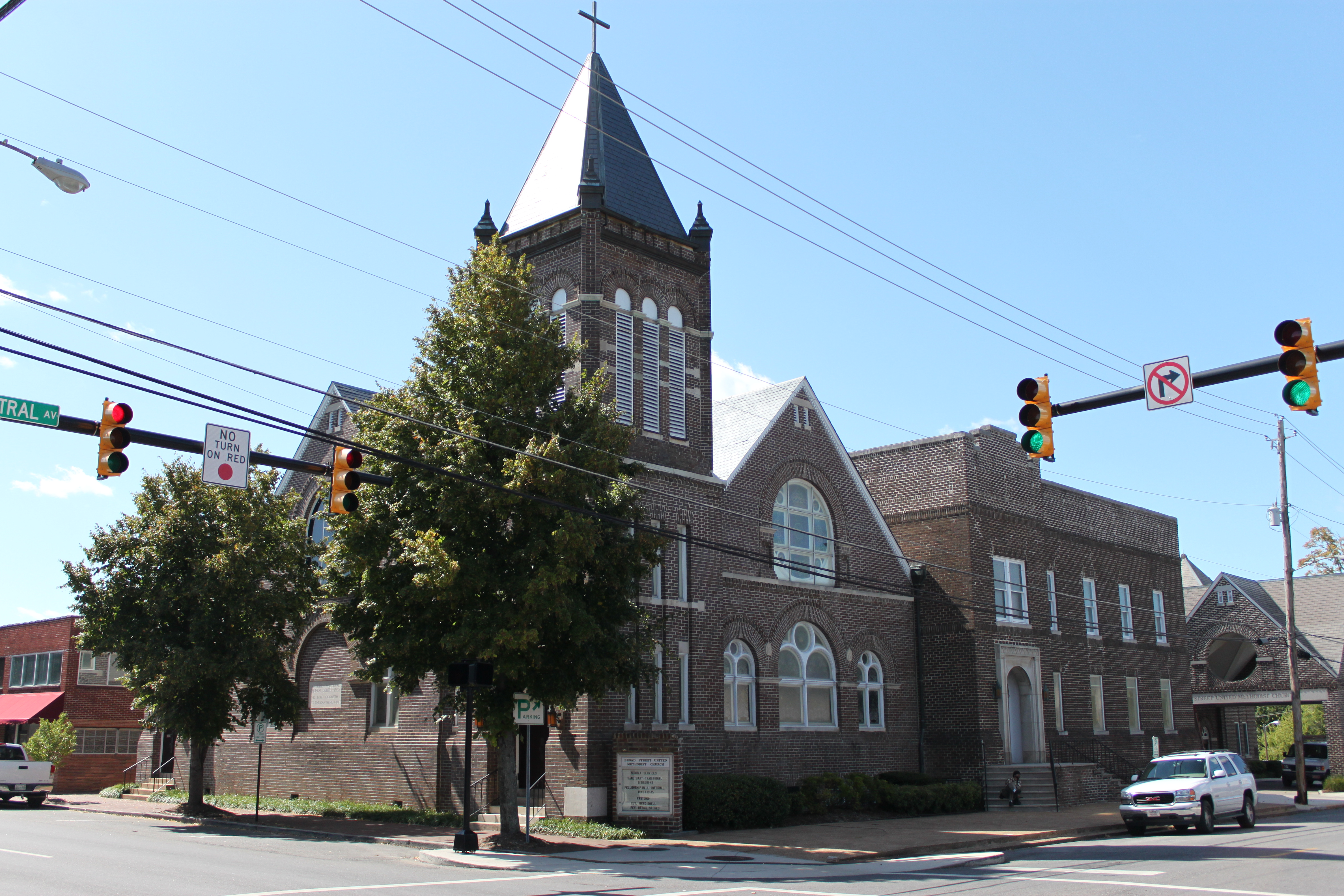
ブロード通りユナイテッド・メソジスト教会

市内には多くのキリスト教会派があり、その幾つかについては国際本部になっている。クリーブランドにある会派は以下の通りである。
- チャーチ・オブ・ゴッド、系列のリー大学を含む
- チャーチ・オブ・ゴッド・オブ・プロフェシー
- チャーチ・オブ・ゴッド（テネシー州チャールストン）
- チャーチ・オブ・ゴッド・フォー・オール・ネーションズ
- チャーチ・オブ・ゴッド（ジェルサレム・エーカーズ）
- チャーチ・オブ・ゴッド、ジェイムズ・C・ネイバーズ司祭の指導下
- チャーチズ・オブ・ジーザス・クライスト・インターナショナル

クリーブランド中心街にある幾つかの教会は、ロマネスク復古調建築のブロード通りユナイテッド・メソジスト教会、オコーイー通りの第一長老派教会、建築家ピーター・ウィリアムソンが設計したゴシック復古調建築のルークス・エピスコパル教会など著名な建築物である。上記3つの教会はアメリカ合衆国国家歴史登録財に指定されている。

## 経済
工業が市の収入の大半を占めている。商工会議所に拠れば、工業でのテネシー州の順位は第5位である。家庭用調理器具、食品、繊維、家具、二次電池、薬品、工業用洗浄剤、写真現像、工業用と家庭用の化学製品、自動車部品などの工場がある。近くに多くの観光地があり、毎年開催される行事もあるので、観光も大きな比重を占めている。

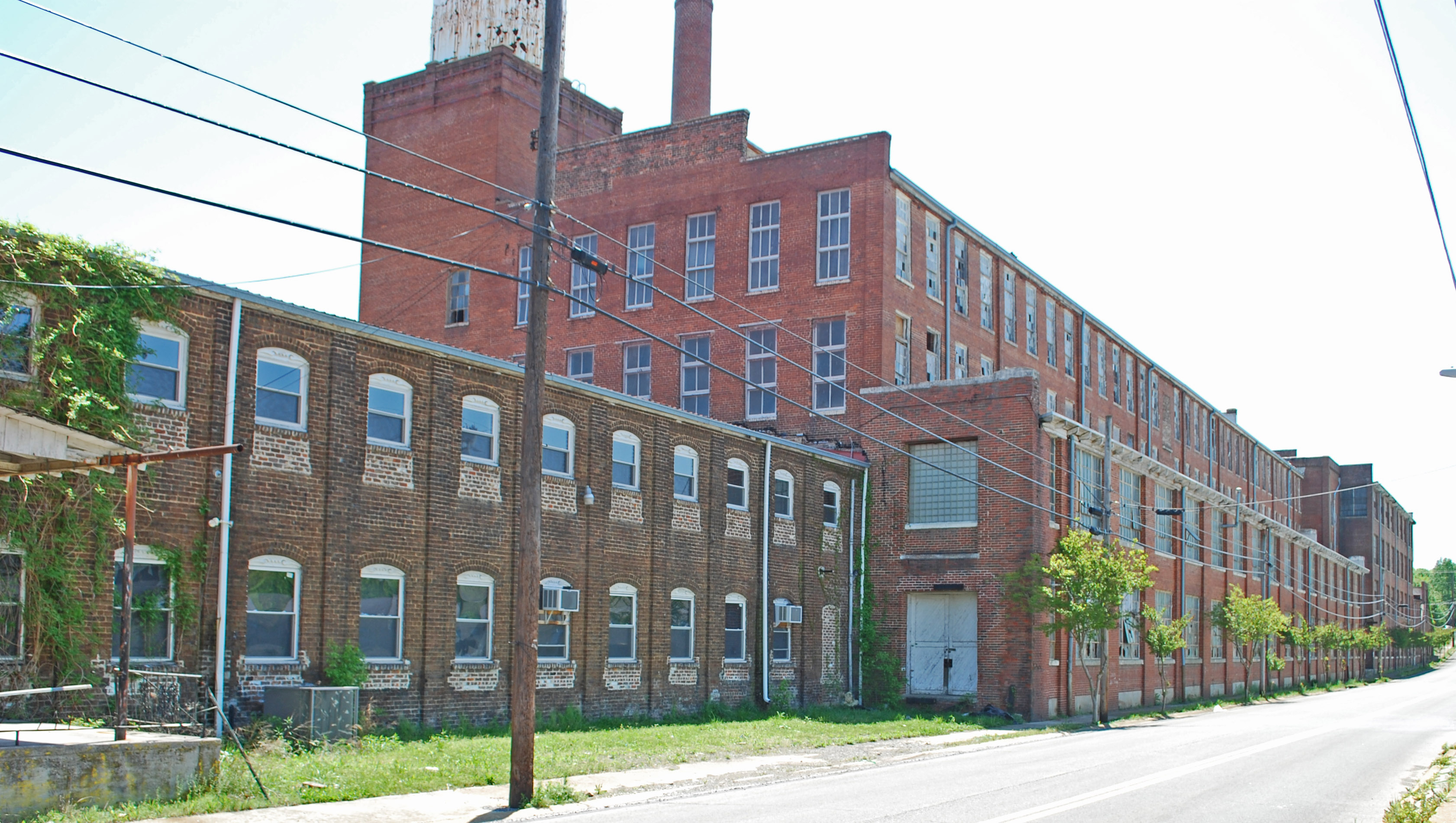
旧ハードウィック毛織物工場

クリーブランドには、アメリカ合衆国でも最大の民間看護施設会社であるライフ・ケア・センターズ・オブ・アメリカの本社がある。フォレスト・プレストンが創業し、所有している。やはりアメリカ合衆国最大の民間消費者金融会社チェック・イントゥ・キャッシュ Inc. は、1993年に事業家アラン・ジョーンズがクリーブランドで設立した。アメリカでは最古の注文仕立ての衣類メーカーであるハードウィック・クローズは1880年に創立され、130年間以上クリーブランドに本社を置いてきた。このような会社組織とは別に小売店も多く、その多くは市内の北部にある。ブラッドリー・スクエア・モールは、50以上のテナントが入るショッピングモールである。

### 大手雇用主
| 組織名                                                       | 従業員数（人） |
| ------------------------------------------------------------ | -------------- |
| ワールプール・コーポレーション                               | 1,503          |
| ブラッドリー郡教育学区                                       | 1,200          |
| スカイリッジ医療センター                                     | 1,157          |
| ペイトンズ・サウスイースタン                                 | 950            |
| リー大学                                                     | 815            |
| ジャクソン家具                                               | 800            |
| クリーブランド市教育学区                                     | 664            |
| ウォルマート・スーパーセンター（2店舗）                      | 640            |
| ブラッドリー郡政府                                           | 620            |
| マース・チョコレイト・ノースアメリカ                         | 575            |
| バイエル                                                     | 537            |
| ライフ・ケア・センターズ・オブ・アメリカ                     | 450            |
| オーリン・コーポレーション                                   | 384            |
| ワールプール・イクスピアリアンス・センター（コールセンター） | 375            |
| プロクター・アンド・ギャンブル/デュラセル                    | 350            |
| クリーブランド市                                             | 340            |
| エクセル Inc.                                                | 340            |
| コカ・コーラ                                                 | 320            |
| ジョーンズ・マネジメント・サービス                           | 320            |
| ロンザ                                                       | 320            |
| キャットナッパー/クリーブランド・チェアー                    | 300            |
| チェック・イントゥ・キャッシュ Inc.                          | 300            |
| ハードウィック・クローズ                                     | 240            |

### 観光
観光もクリーブランドの収入の大きな部分を占めている。クリーブランド市内と周辺の観光地幾つかが、全国から観光客を惹きつけている。ポーク郡にあるチェロキー国立の森が観光収入の中でも大きなものである。この森では多くアウトドア活動が行われている。オコーイー川とハイワシー川と、2つの川が森の中を流れている。これらの川で数多い人々が毎年いかだ遊びを行う。レッドクレイ州立公園は、ジョージア州との州境にある歴史的な場所である。チェロキー族インディアンが、ジョージア州から追い出されるときに、ここで会議を開いた。ミュージアム・センター・アット・ファイブポインツは、オコーイー川と周辺地域に関する展示を行う歴史博物館と文化センターである。オコーイー地域自然センターは州が認定した樹木園である。100種以上の樹木、花、低木が育てられている。

## 芸術と文化

### 行事

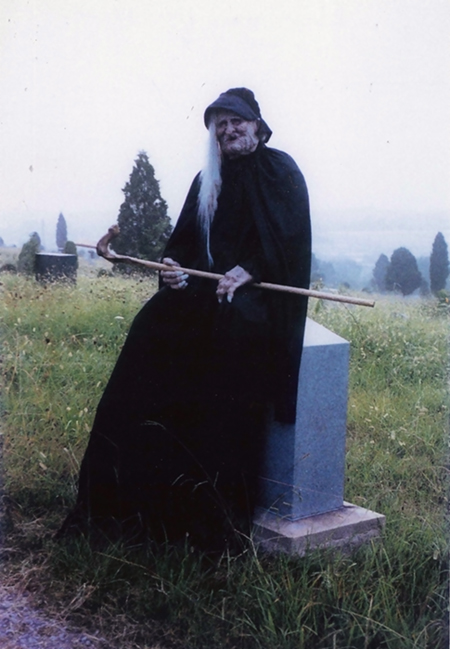
フォートヒル墓地のトール・ベッツィの写真、1993年

クリーブランド・メインストリートのハロウィン・ブロック・パーティには、毎年2万人以上の観衆が集まる。1988年にクリーブランド警察署とセンテナリー・アベニューでのキャンディ手渡しとして始まり、市内最大の行事に成長した。音楽の生演奏、食品屋台、コスチューム・コンテストなどが開催される。クリーブランド市長のトム・ローランドが市を「世界のハロウィン首都」と名付けた。
ブラッドリー郡の公式ハロウィン・ゴブリンであるトール・ベッツィでも名高い。長年トール・ベッツィがハロウィンの夜に出現することが、クリーブランドのセンテナリー・アベニューに多くの観衆を惹きつけてきた。その観衆がクリーブランド・メインストリートで、このベッツィを中心としたハロウィン・ブロック・パーティを組織するようになった。地元の実業家アラン・ジョーンズが子供の時に、その祖母が離してくれたトール・ベッツィのゴブリンの話から現代の伝説を創作した。最初の伝説は19世紀に遡り、地方紙クリーブランド・デイリー・ヘラルドには1892年まで戻った日付のものが印刷された。1998年、トール・ベッツィは25,000人以上の観衆を呼び寄せた後に引退したが、2005年にその25周年を祝うために戻って来た。
クリーブランド・リンゴ祭は毎年10月の第3週末に開催される家族向けの祭である。この祭では審査が行われる芸術と工芸のショー、ブルーグラス音楽の生演奏、食品屋台、ポニーとヘイライド、エンタテイメント、コンテスト、さらに子供たちの活動が行われる。国内のこの種の祭とは異なり、子供たちの活動に参加する子供達から料金を徴収しない。この祭は公的な慈善事業である。

## 公園とレクリエーション
クリーブランド市とその近くには幾つか公的なレクリエーション公園がある。全てクリーブランド市公園とレクリエーション部が維持している。様々な活動を行うことができ、幾つかの組織されたスポーツチームがそこで試合を行っている。クリーブランド/ブラッドリー郡グリーンウェイは長さ約4.4マイル (7.0 km) のグリーンウェイであり、中心街から市北部の地区までサウスマウス・クリークに沿っている。その他の施設として、ブラッドリー郡公園、ケネス・L・ティンズリー公園、モスビー公園、プリチャード公園、ディア公園、カレッジヒル・レクリエーション・センター、ノースイースト・レクリエーション・センター、ジョンストン公園、レナード・フレッチャー公園、クリーブランド・ファミリーYMCA、南クリーブランド・コミュニティセンターがある。

## 市政府
クリーブランド市は市政委員会・マネジャー方式の政府を採用しており、市長、市マネジャーが各1人、市政委員は7人である。2016年時点で市長はトム・ローランドであり、1991年9月から現職を続け、クリーブランド市の歴史でも最長となっている。市マネジャーはジャニス・カスティールである。選挙は偶数年ごとに行わる。市政委員は5つの小選挙区から各1人と、市全体を選挙区に2人が選ばれる。

## 教育
ブラッドリー郡には、クリーブランド高校、ブラッドリー中央高校、ウォーカー・バレー高校の3つの高校がある。中学校はクリーブランド中学校、オコーイー中学校、レイクフォレスト中学校の3校である。クリーブランド市教育学区が市内に住む住民の子弟のための教育学区である。それをさらに小さく分けた地区内に幾つかの小学校がある。ブラッドリー郡教育学区が維持する学校も幾つか市内にある。テネシー・クリスチャン準備学校は市内にあるキリスト教系のカレッジ準備学校である。高等教育機関では、テネシー・ボード・オブ・リージェンツに属するクリーブランド州立コミュニティカレッジと、州内では第2位の私立4年制大学であるリー大学がある。

### 公立学校

#### 高校
- クリーブランド高校
- ブラッドリー中央高校
- ティーン・ラーニング・センター

#### 成績
クリーブランド高校はテネシー州でも最大級に成功したフットボールのプログラムを運営している。1993年から1996年の間に54連勝して、州内の高校フットボールでは2番目の記録を作った。そのブルーレイダーズは1968年、1993年、1994年、1995年に州選手権で優勝した。
クリーブランド高校とブラッドリー中央高校のレスリング・チームは州のレスリング選手権を制覇し続けてきた。1994年からブラッドリー・セントラル・ベアーズはデュアルとトラディショナルのカテゴリーで22回の優勝を誇っている。クリーブランド・ブルーレイダーズは最新式のジョーンズ・レスリング・センターを本拠にしており、2011年、2013年、2014年、2015年に州選手権で優勝し、2008年、2009年、2010年、2012年には第2位になった。
2013年、クリーブランド市政委員会はクリーブランド高校のレスリング・チームを顕彰する決議を通し、2月25日を「ブルーレイダー・レスリングの日」と宣言した。

### 私立学校
- テネシー・クリスチャン準備学校
- クリーブランド・クリスチャン学校
- マラナサ・クリスチャン・アカデミー
- キャンディズ・クリーク・アカデミー
- ボウマンヒルズ・アドベンチスト学校
- シェナンドー・バプテスト・アカデミー
- ユナイテッド・クリスチャン・アカデミー
- バンガード・クリスチャン・アカデミー
- ラ・プティ・アカデミー
- バックマン・アカデミー

### 高等教育機関
- クリーブランド州立コミュニティカレッジ
- リー大学
- ペンテコスタル神学校

## メディア

### 新聞
「クリーブランド・デイリー・バナー」が市の新聞である。1857年に創刊された。さらに、「チャタヌーガ・タイムズ・フリー・プレス」はチャタヌーガ市で発行され、ブラッドリー郡の住民にも主要な情報源として機能している。

### ラジオ
チャタヌーガと隣接する都市にあるラジオ局数局がクリーブランドでも聴取できる。クリーブランドで免許を取得したものを含めラジオ局を下記に記す。
| コールサイン  | 周波数   | 主たる番組                  |
| ------------- | -------- | --------------------------- |
| W207C1 (WAYW) | 89.3 FM  | 現代キリスト教音楽          |
| WSAA          | 93.1 FM  | エアー1、現代キリスト教音楽 |
| WOOP-LP       | 99.9 FM  | カントリー・ミュージック    |
| WUSY          | 100.7 FM | カントリー・ミュージック    |
| W267BI        | 101.3 FM | トーク                      |
| WCLE-FM       | 104.1 FM | アダルト・コンテンポラリー  |
| W290CA (WTSE) | 105.9 FM | 現代キリスト教音楽          |
| WBAC          | 1340 AM  | ニュース/トーク             |
| WCLE-AM       | 1570 AM  | トーク                      |

### テレビ
クリーブランドは市内や隣接市で免許を取得した下記テレビ局の放送を視聴できる。
| コールサイン | チャンネル | 系列                               |
| ------------ | ---------- | ---------------------------------- |
| WPDP-LP      | 25         | フォックス放送、マイネットワークTV |
| WTNB-CD      | 27.1       | ハートランド                       |
| WFLI-TV      | 42, 53     | CWテレビジョンネットワーク、Me-TV  |

## インフラ

### 交通

#### 航空
ハードウィック飛行場は、クリーブランド市民空港とも呼ばれ、1955年から2013年まで主要空港だった。クリーブランド地域ジェットポートは、ハードウィック飛行場から約2マイル (3 km) 東にあり、2013年1月25日に開港し、ハードウィック飛行場の役目を引き継いだ。滑走路は長さ5,500フィート (1,676 m)、幅100フィート (30 m) ある。

#### 鉄道
クリーブランド市にはノーフォーク・サザン鉄道が通っており、工業製品の物流に利用されている。

#### 道路
クリーブランド市の中心はアメリカ国道11号線と同64号線の交差点にある。11号線は南のチャタヌーガや北のアセンズとを繋いでいる。11号線バイパス（キース通り）が中央事業地区の西0.5マイル (800 m) を通っている。国道64号線は東のノースカロライナ州マーフィや南西のチャタヌーガ地域とを繋いでいる。テネシー州道60号線（25番通り）はクリーブランドと北西のデイトン、南東のジョージア州ダルトンとを繋いでいる。ダルトンでは州道71号線となる。国道64号線バイパスと州道60号線の一部でAPD-40が作られてアパラチアン開発ハイウェイ体系の一部となり、そこからAPDという名前が得られている。クリーブランド事業地区を回る環状路となっている。この環状路の一部は自動車専用道となっている。州間高速道路75号線がクリーブランドの西部を通っており、北のノックスビル、南のチャタヌーガとを繋いでいる。出口は市内に3か所ある。

##### 道路の歴史
アメリカ国道11号線バイパス（キース通り）は、1960年代半ばに中心街を通る交通の渋滞緩和のために建設された。州道60号線は当初州間高速道の東にある交差点で南に曲がって、国道64号線と共に中心街を通っていたが、1970年代初期に25番通りに動かされ、オコーイー通り（国道11号線）で終わった。APD-40は1960年代後半から1970年代初期に建設されて、中心街を通る交通を、市を回り込む形に逸らした。サージェント・ポール・ハフ・パークウェイは、市北部を通る主幹線道であり、ジョージタウン道路（州道60号線）とノース・リー・ハイウェイ（国道11号線）の間に、1980年代半ばから後半に建設され、新事業に注目させ、市域北東隅の工業地帯へのアクセスを容易にした。
テネシー州交通省が現在、州間高速道路75号線とAPD-40とのインターチェンジ（出口20番）を再建している。現在は2車線の跨道橋とランプを越えて行かねばならないようになっている。この橋は1日17,000台の交通量がある。現在の計画では、既存の構造物を壊し、新しい6車線の橋を造ることになっている。ランプも長くされる。このプロジェクトは2015年11月までに完成することが予定されている。APD-40はブラッドリー郡で最も交通事故と死亡件数が多い場所だと報告されている。

##### 主要高規格道路

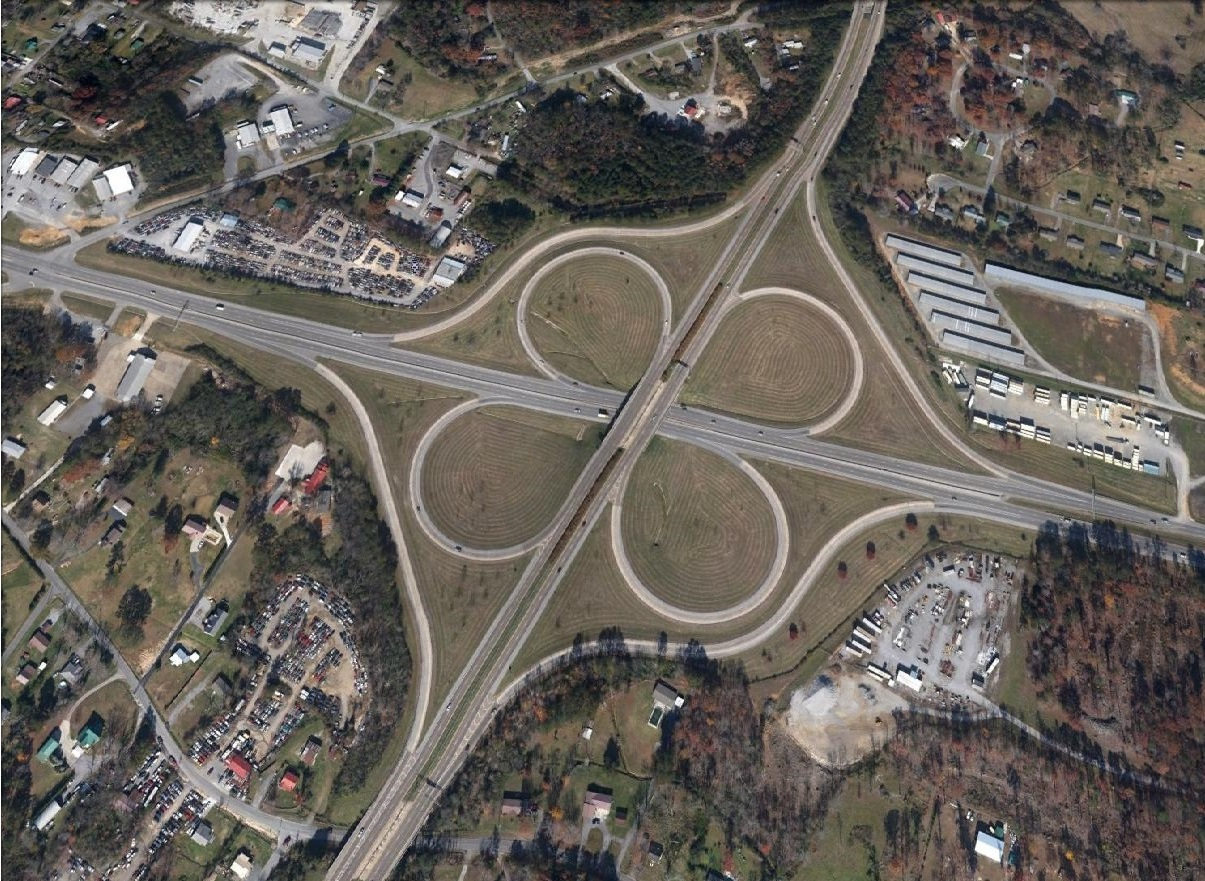
APD-40（国道64号線バイパス/州道60号線）と国道64号線（インマン通り、ウォーターレベル・ハイウェイ）のクローバー型インターチェンジ

- 州間高速道路75号線
- アメリカ国道11号線
- アメリカ国道64号線
- 国道64号線バイパス
- アメリカ国道74号線
- テネシー州道60号線
- テネシー州道40号線
- テネシー州道2号線
- サージェント・ポール・B・ハフ・パークウェイ

##### その他の主要道路
- マウス・クリーク道路
- スチュアート道路
- ピアレス道路
- ジョージタウン道路
- テネシー州道312号線（ハリソン・パイク）
- フリーウィル道路Road
- 20番通り NE
- 17番通り NW
- ミシガン・アベニュー道路
- ベントン・パイク
- テネシー州道74号線（スプリング・プレース道路）
- ブルースプリングス道路
- マグラディ・ドライブ

### 公衆安全
クリーブランドの消防署は常勤職員で構成される専門部署である。高度に訓練された消防士90人と5つの駐屯所で構成されている。対象人口は推計67,135人である。クリーブランド警察署は、91人の認証警官、2人の法典執行官、11人の文民従業員がおり、パートタイム文民1人、13人の学校交通整理係、8人の動物制御員もいる。15人の公共サービス部隊と9人の聖職者で構成されるボランティア・プログラムも維持されている。

### 医療
クリーブランドの主要病院はスカイリッジ医療センターである。ブラッドリー医療およびリハビリテーション・センターは、郡を対象とした介護施設である。ブラッドリー郡緊急医療サービスは郡政府の緊急医療サービス機関であり、駐屯所3か所、救急車11台、補助車両6台があり、常勤職員61人とパートタイム職員32人が勤務している。

### ユーティリティ
クリーブランド・ユーティリティはクリーブランドの住民に公的サービスを提供する主たる部門である。電力、上水、下水のサービスを行っている。

### 公共事業
公共事業部は市の行政部門全ての中で最も多様な行動を行っている。従業員は51人である。市有車両の運用、標識の維持と設計、通りの表示などを行う。

## 著名な出身者
- トラヴィス・ビーチャム、脚本家、 2010年の映画『タイタンの戦い』や2013年の『パシフィック・リム』の脚本を書いた
- ドイル・ダイクス、アコースティック・ギター奏者[46]
- デイヴィッド・R・ホルジンガー、吹奏楽作曲家、指揮者[47]
- ヴィンセント・ヤーブロー、NBAバスケットボール選手、デンバー・ナゲッツ他、クリーブランド高校でプレイ

## 姉妹都市
- カンボジア、プノンペン[48]